# Konstantyn Angelos
Konstantyn Angelos (zm. 1303) – władca Tesalii w latach 1289-1303. Syn Jana I Angelosa.

## Życiorys
Objął wspólne rządy nad Tesalią wraz z bratem Teodorem po śmierci ojca w 1289 roku. W 1290 roku Tesalię najechały wojska bizantyńskie, które następnie opanowały północny Epir i obległy Joaninę. Od 1290 roku faktyczną władzę nad Tesalią sprawowała despoina Epiru Anna Paleologina Kantakuzena, żona Nicefora I Angelosa. W 1295 roku w związku z zawarciem przez Nicefora I przymierza z Andegawenami, Konstantyn popierany przez Bizancjum rozpoczął wspólnie z bratem wojnę z Epirem, zdobywając tereny we wschodnim Epirze. Cesarz Andronik II uznał wówczas władzę Konstantyna w Tesalii przyznając mu tytuł sebastokratora Już jednak w następnym roku sytuacja zmieniała się na niekorzyść Konstantyna. Zmarł Nicefor I, a władzę po nim objęła jako regentka despoina Anna. O objęcie spuścizny po zmarłym wystąpił jego zięć Filip I z Tarentu. Anna zmuszona do prowadzenia wojny jednocześnie z Filipem i Konstantynem wezwała na pomoc wojska cesarskie. W wyniku energicznej akcji wojsk cesarskich Konstantyn został wyparty z Epiru. Szukał potem pomocy przeciwko Cesarstwu, z którym przez następne lata pozostawał w konflikcie, u Serbów i łacinników, wszakże bez większych rezultatów.